# Талейран-Перигор, Эли-Шарль де
Эли-Шарль де Талейран-Перигор (фр. Hélie-Charles de Talleyrand-Périgord; 4 августа 1754, Версаль — 31 января 1829, Париж), герцог Перигор и принц де Шале — французский военный и государственный деятель.

## Биография
Сын Габриеля-Мари де Талейран-Перигора, графа де Гриньоля, и Мари Франсуазы Маргерит де Талейран-Перигор, принцессы де Шале, гранда Испании.
10-й принц де Шале, граф де Гриньоль, маркиз д'Эксидёй, гранд Испании 1-го класса.
4 августа 1770 стал младшим лейтенантом в Королевском Польском полку, 4 августа 1772 произведен в капитаны. Капитан карабинеров  (2.06.1774). 1 марта 1778 стал вторым кампмейстером в Королевском Польском полку. Не приняв участия ни в одной кампании, в 1785 году стал кампмейстером Королевского Нормандского полка. В 1791 году произведен в лагерные маршалы. Эмигрировал вместе с частью своего рода, служил в армии Конде. Вернулся во Францию в 1800 году и жил в провинции как частное лицо.
При Реставрации был внесен в первый список пэров (4.06.1814). После Ста дней стал председателем избирательной коллегии департамента Эро. В 1816 году возведен в достоинство герцога Перигорского, а 21 февраля того же года получил чин генерал-лейтенанта. В Верхней палате поддерживал королевское правительство. Его имя не фигурирует в голосовании на процессе маршала Нея.
22 октября 1821 пожалован в рыцари орденов короля. Принес присягу 3 июня 1827.

## Семья
Жена (9.06.1778): Мари Шарлотта Розали де Бейлан (1760—20.02.1828), дочь генерал-лейтенанта Леонара де Бейлана, маркиза де Пуайян, и Антуанетты Шарлотты Мадлен дю Буа де Лёвиль
Дети:
- Луиза (19.02.1786—29.11.1789)
- Огюстен-Мари-Эли-Шарль (10.01.1788—11.06.1879), герцог Перигорский, принц де Шале. Жена (23.06.1807): Мари-Николетта де Шуазёль-Прален (1789—1866)
- Александр Поль Роже (24.10.1789—?)